# Peter Simmer
Peter Simmer (* 18. September 1905 in Besch; † 27. Januar 1971 ebenda) war ein deutscher Landrat im Kreis Ahrweiler.

## Herkunft und Leben
Der katholische Peter Simmer war ein Sohn des Landwirts und Mühlenbesitzers Johann Simmer und dessen Ehefrau Anna, geb. Jochem. Nach Ende seiner schulischen und ersten universitären Ausbildung absolvierte er 1925 seine Erste Lehrerprüfung und wurde im Anschluss in der Versicherungsbranche tätig. Dem folgte in Frankfurt am Main ein Studium der Wirtschaftswissenschaft, das er im August 1932 mit einem Diplom-Kaufmann und am 31. März 1933 mit der Dissertation Die öffentlich-rechtlichen Lebensversicherungsanstalten in Deutschland unter besonderer Berücksichtigung ihrer Kapitalanlage zum Dr. rer. pol. abschloss. Am 1. April 1933 wurde er zunächst kommissarischer Bürgermeister von Engers, dem ab dem 16. Februar 1934 eine vertretungsweise Tätigkeit beim Landratsamt Ahrweiler folgte. Zum 13. Januar 1936 erhielt er seine Ernennung zum kommissarischen Landrat des Kreises Ahrweiler und am 14. Mai 1936 erhielt er die definitive Ernennung. 1945 wurde er als Landrat aus dem Dienst entlassen.

## Nationalsozialismus
Simmer war erstmals vom 1. April 1928 bis zu seinem Ausschluss am 1. Dezember 1928 Mitglied der NSDAP. Der Wiedereintritt in die Partei erfolgte am 1. Mai 1932. Im Zeitraum vom 1. April 1933 bis zum 15. Februar 1934 war er Ortsgruppenleiter von Engers und vom 16. Februar 1934 bis 1938 war er Kreisleiter von Ahrweiler, die offizielle Ernennung hierzu war am 24. Februar 1937 erfolgt. Nach Ende des Zweiten Weltkriegs wurde er am 14. Mai 1948 aufgrund seiner Tätigkeiten während der Zeit des Nationalsozialismus von der Spruchkammer Saarbrücken als Belasteter eingestuft. Gegen den vom Land Rheinland-Pfalz anerkannten Säuberungsspruch vom 16. Februar 1949 legte er am 31. August 1950 erfolgreich Einspruch ein, so dass er ab dem 9. Oktober 1950 als Minderbelasteter galt.
Noch 1985 gab es Vorschläge aus dem Kreis der Bevölkerung der Stadt Bad Neuenahr-Ahrweiler, Peter Simmer als früheren Landrat in die Ahnengalerie im Kreishaus Ahrweiler aufzunehmen, wogegen sich die SPD-Fraktion des Kreistags aussprach.

## Familie
Simmer war seit 1933 mit Therese Heiß aus Friedrichshafen, Tochter eines Volksschuldirektors verheiratet. Ein älterer Bruder von ihm war der frühere Koblenzer Oberbürgermeister Nikolaus Simmer.

## Werke
- Die öffentlich-rechtlichen Lebensversicherungsanstalten in Deutschland unter besonderer Berücksichtigung ihrer Kapitalanlage. C.F. Rees, Heidenheim a.d. Brenz 1933. (Dissertation)